# Alex Lloyd

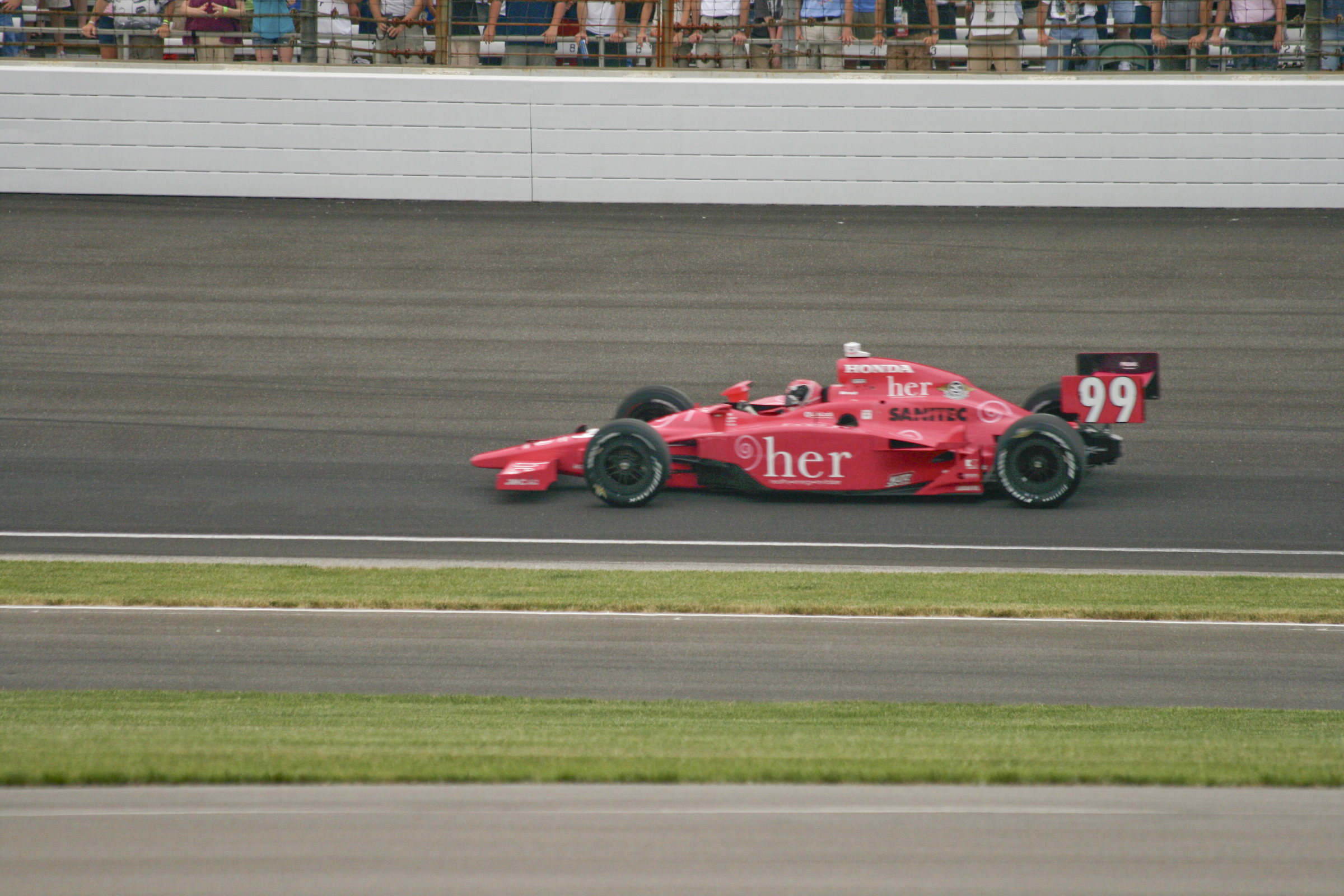
Carro de Alex Lloyd na IndyCar em 2009.

Alex Stewart Lloyd (Manchester, 28 de dezembro de 1984) é um automobilista inglês. Lloyd foi campeão da Indy Pro Series em 2007, e estreia na IRL em 2008.